# Évrange
Évrange là một xã trong vùng hành chính Lothringen, thuộc tỉnh Moselle, quận Thionville-Est, tổng Cattenom. Tọa độ địa lý của xã là 49° 30' vĩ độ bắc, 06° 11' kinh độ đông. Évrange nằm trên độ cao trung bình là 249 mét trên mực nước biển, có điểm thấp nhất là 229 mét và điểm cao nhất là 272 mét. Xã có diện tích 2,25 km², dân số vào thời điểm 1999 là 175 người; mật độ dân số là 78 người/km². Xã nằm khoảng 15 km về phía bắc của Thionville gần biên giới với Luxembourg.

## Thông tin nhân khẩu
| 1962 | 1968 | 1975 | 1982 | 1990 | 1999 |
| ---- | ---- | ---- | ---- | ---- | ---- |
| 92   | 107  | 114  | 149  | 178  | 175  |